# Óriásszárcsa
Az óriásszárcsa (Fulica gigantea) a madarak (Aves) osztályának darualakúak (Gruiformes) rendjébe, ezen belül a guvatfélék (Rallidae) családjába tartozó faj.

## Előfordulása
Az óriásszárcsa előfordulási területe Dél-Amerika hegységeiben, azaz az Andokban van. Peru középső részétől egészen Bolíviáig, valamint Chilében és Északnyugat-Argentínában található meg. Akár 6500 méteres tengerszint feletti magasságban is fellelhető.

## Megjelenése
A guvatfélék családjának második legnagyobb testű faja, csak a takahe nagyobb nála. A fej-testhossza 48-64 centiméter. A felnőtt tollazata teljes egészében fekete. A csőre sárga, vöröses és fehéres mintával; míg lábai élénk narancssárgák. A hím testtömege 2,7 kilogramm és a tojóé 2,03-2,4 kilogramm.
A felnőtt nem repül, azonban a fiatal minden veszélyre felröppen.

## Életmódja
A sekély vizű tavakat és egyéb kisebb vizeket választja élőhelyéül. Vízinövényekkel táplálkozik. Télen lejjebb ereszkedik, de a költési időszakban a magas hegyvidékeket keresi fel.

## Szaporodása
Fészkét a vízinövényekre készíti; ez egy nagy, lapos, néha 3 méter széles építmény. A fészket több éven keresztül is újrahasznosítja. A fészekalj általában 3-7, krémszínű tojásból áll; a tojásokon vörösesbarna pontok láthatók.

## Képek

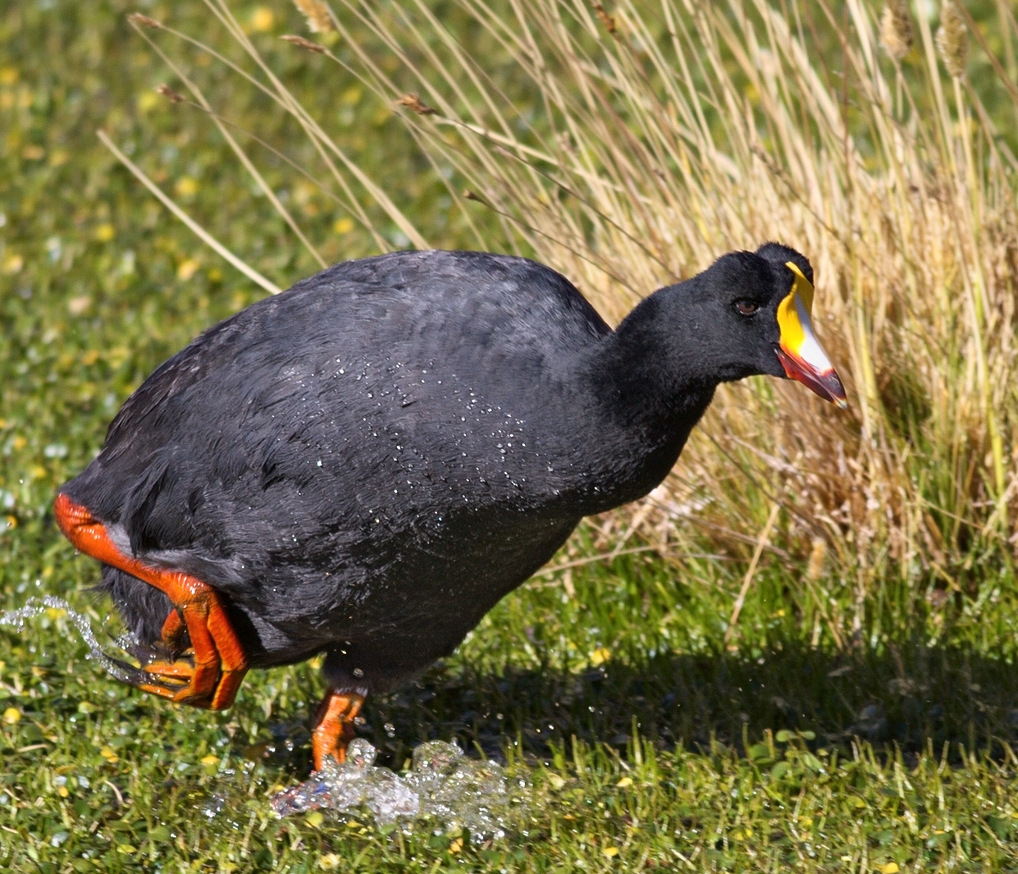
Felnőtt
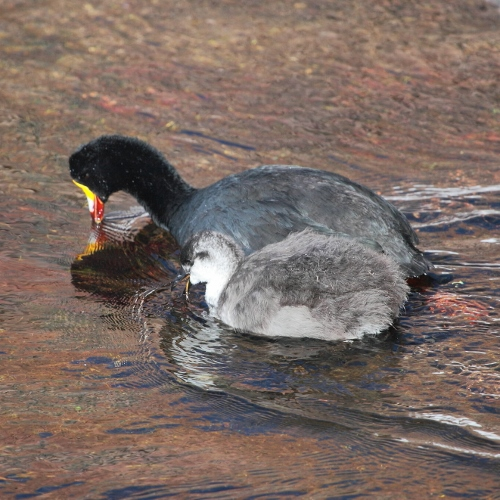
Szülő kicsinyével
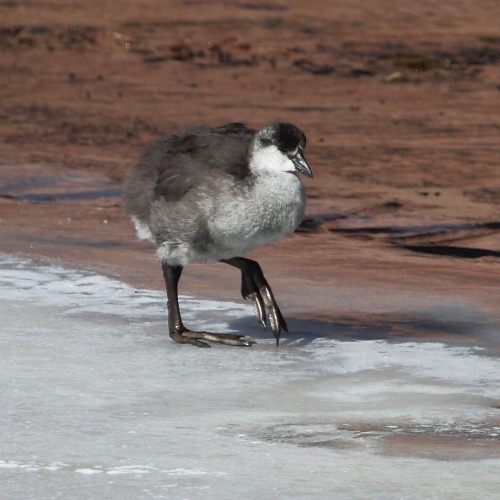
Fióka